# Raikküla (plaats)
Raikküla (Duits: Rayküll) is een plaats in de Estlandse gemeente Rapla, provincie Raplamaa. Raikküla heeft de status van dorp (Estisch: küla).
Tot in oktober 2017 lag Raikküla in de gelijknamige gemeente. Het was niet de hoofdplaats; dat was Tamme. In oktober 2017 werd de gemeente Raikküla bij de gemeente Rapla gevoegd.

## Bevolking
Het dorp had 256 inwoners op 31 december 2011 en 241 inwoners op 31 december 2021.

## Ligging
De Tugimaantee 27, de secundaire weg van Rapla naar Kergu, komt door Raikküla. De rivier Vigala loopt over een korte afstand door het dorp.

## Geschiedenis
Raikküla werd voor het eerst genoemd in 1469 onder de naam Raiküll als naam van een landgoed. Het dichtstbijzijnde dorp was Raela, ten noordoosten van Raikküla. Het landgoed was in handen van onder andere de families von Staal, Kankrin en von Keyserling. Alexander von Keyserling overleed op het landgoed.
Het landhuis van Raikküla is gebouwd in 1820 in neoklassieke stijl. In 1960 brandde het landhuis voor een groot deel uit. De herbouw kwam maar langzaam op gang. Sinds 2000 is het landhuis in particuliere handen; de nieuwe eigenaar heeft sindsdien al een groot deel van het gebouw laten restaureren.
In de jaren twintig van de 20e eeuw ontstond een nederzetting op het landgoed, dat in 1919 onteigend was. In de eerste jaren heette deze Asuküla. In 1977 werd het buurdorp Allika bij Raikküla gevoegd.
In de jaren 1931-1968 bestond er een smalspoorlijn van Rapla naar Virtsu. Raikküla had een station aan die lijn. Het stationsgebouw bestaat nog.

## Geboren in Raikküla
- Jüri Pootsmann (1994), zanger

## Foto's

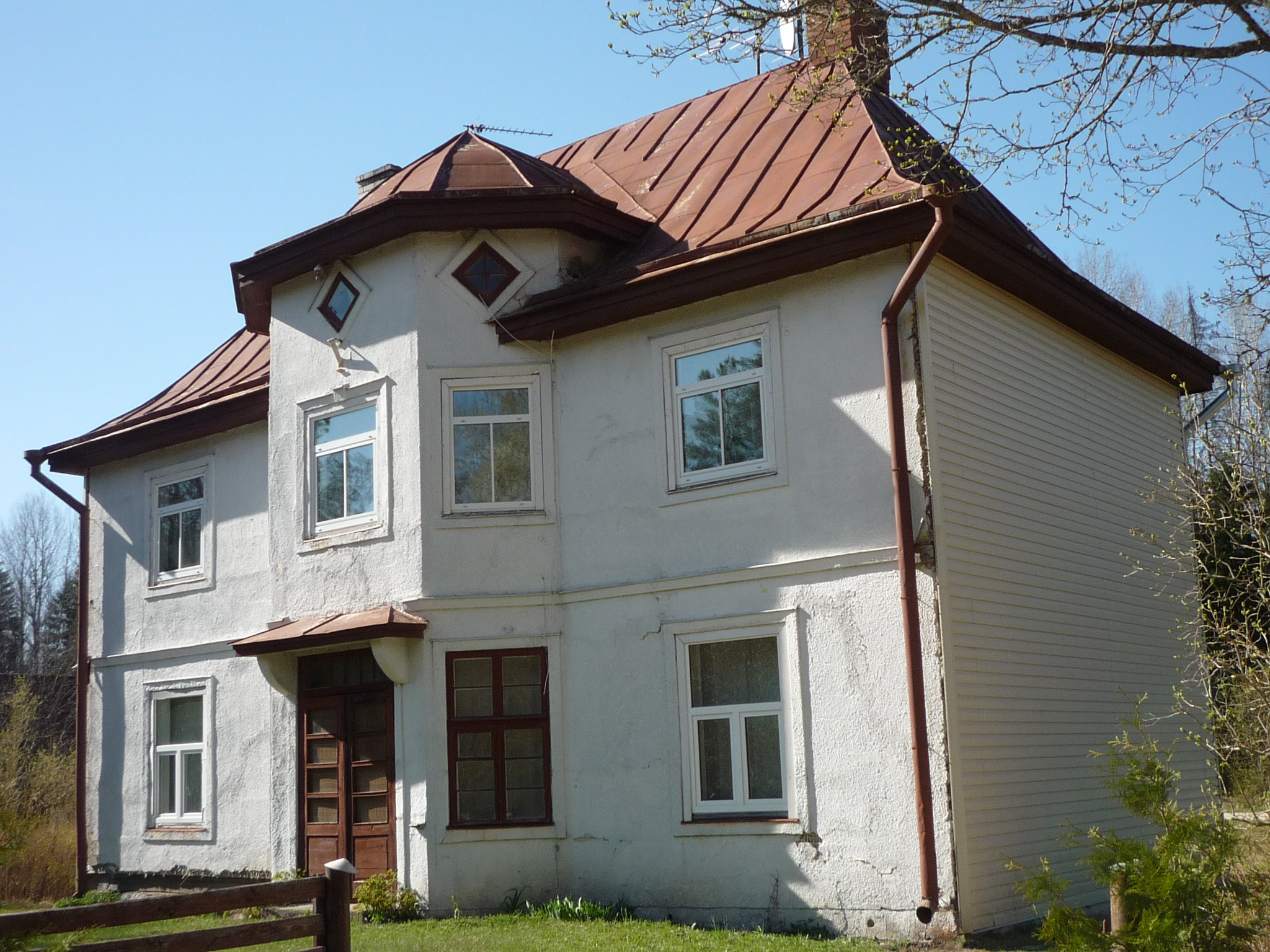
Het voormalige station
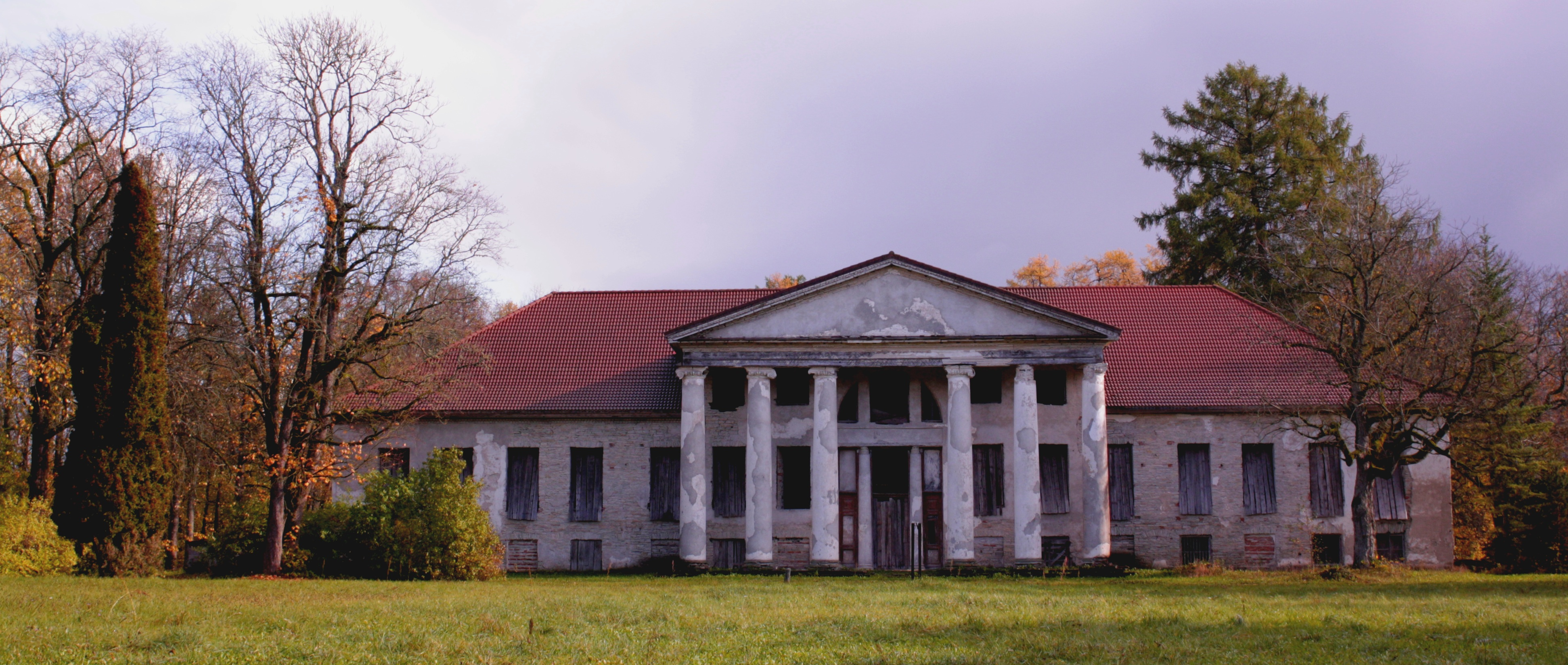
Het landhuis in 2011
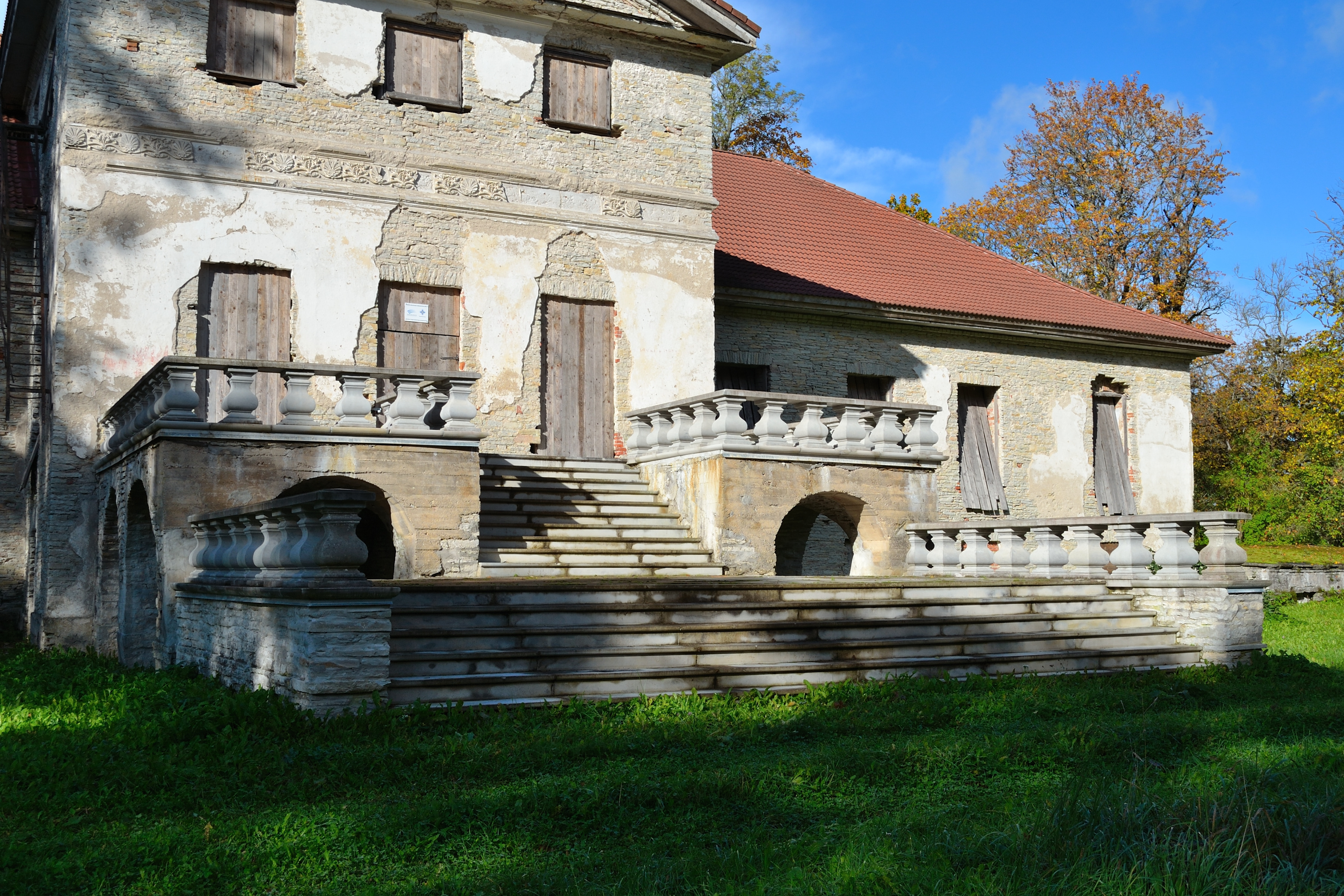
De achterkant in 2011
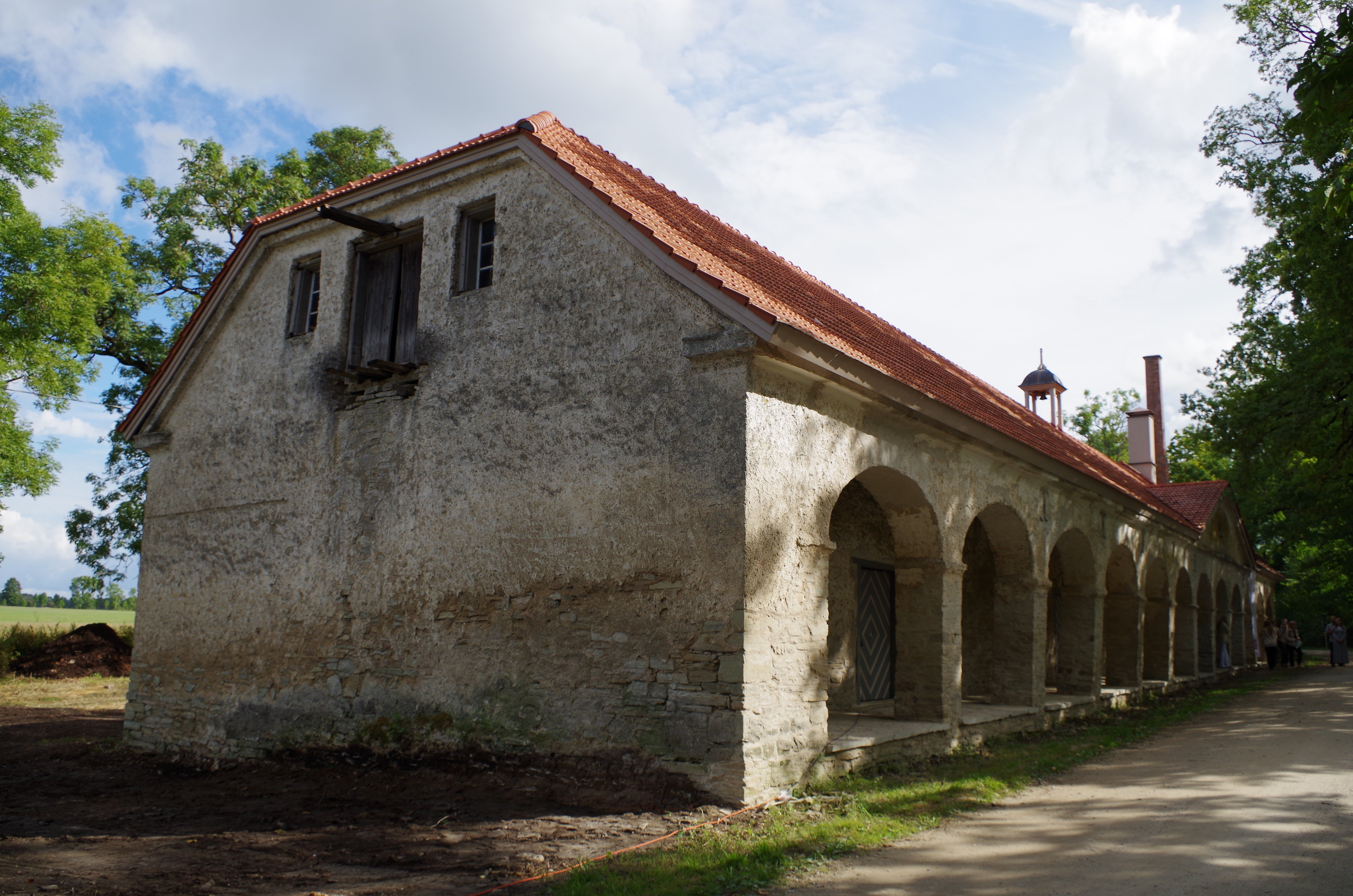
Opslagruimte bij het landhuis
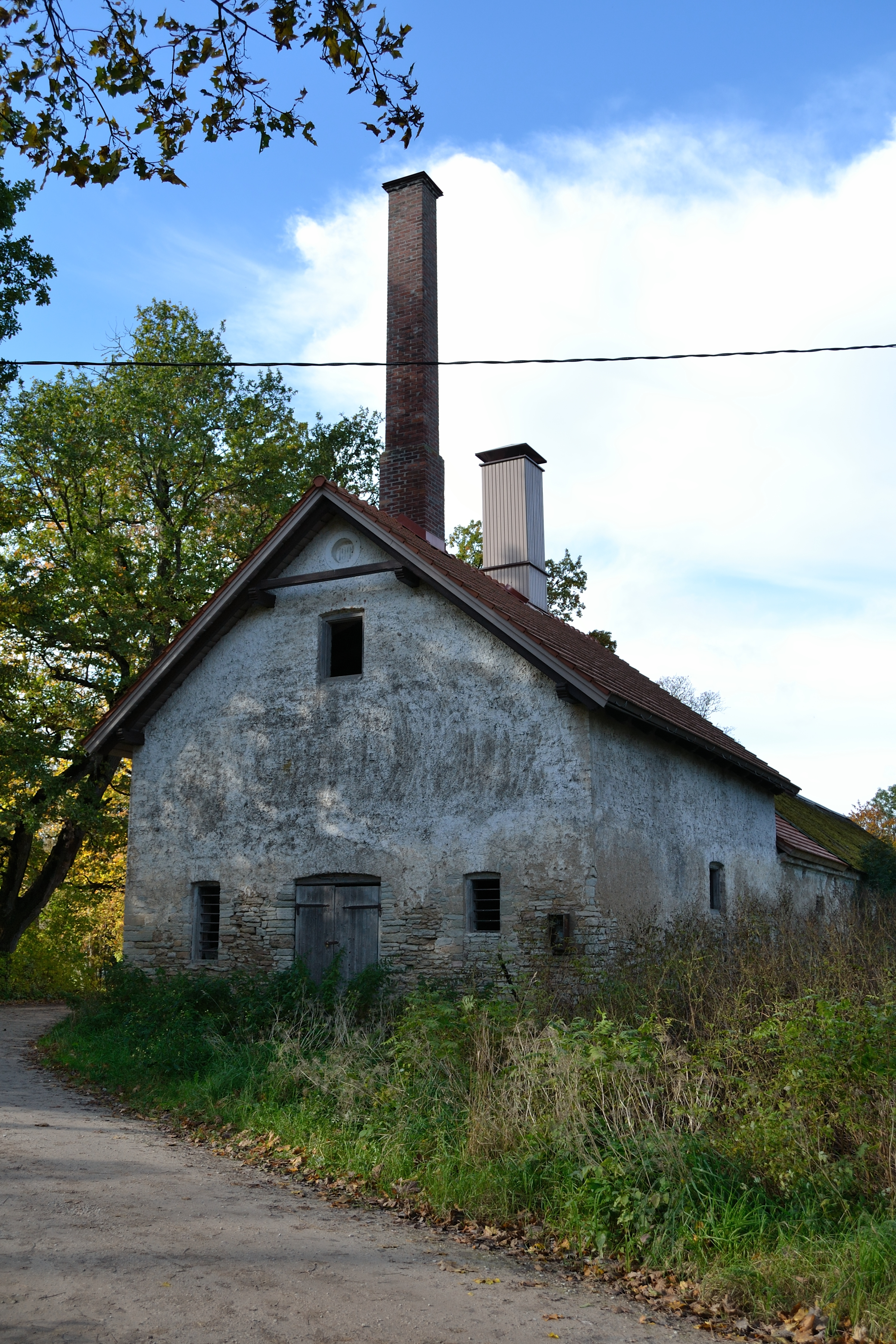
Voormalige droogschuur
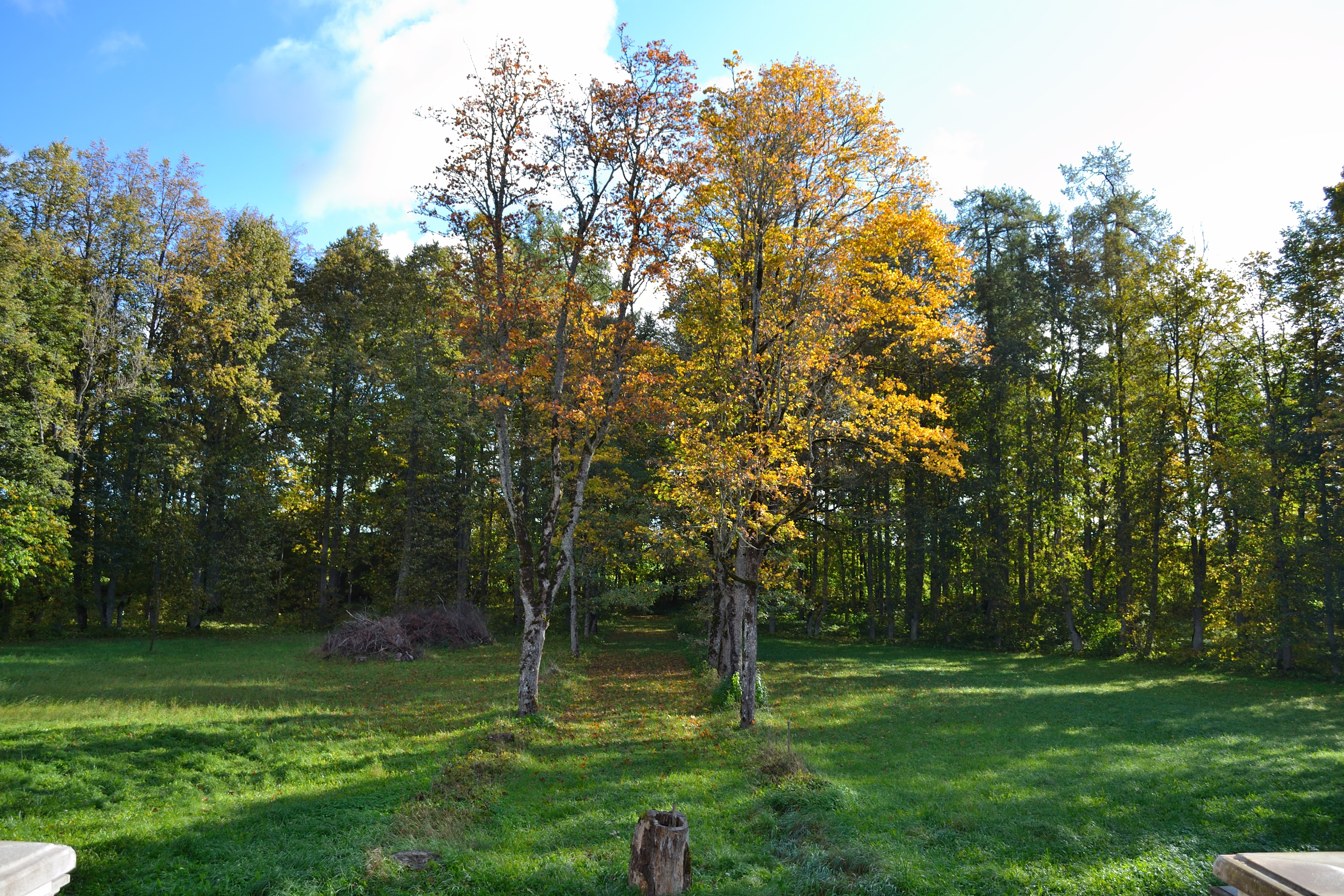
Het park bij het landhuis